# Nationaal park Wolfe Creek Meteorite Crater
Nationaal park Wolfe Meteorite Creek Crater is een nationaal park in de regio Kimberley in West-Australië. Het omvat de op een na grootste meteorietkrater in de wereld.

## Geschiedenis
Ongeveer driehonderdduizend jaar geleden sloeg een vijftigduizend ton zware meteoriet tegen een snelheid van vijftien kilometer per seconde op het aardoppervlak in. Door de inslag ontstond een krater met een diameter van ongeveer achthonderdtachtig meter.
De krater werd door Europeanen tijdens een verkenning vanuit de lucht in 1947 ontdekt. De krater was natuurlijk al lang bekend bij de Djaru Aborigines. Ze noemden deze 'Kandimalal'. Het is volgens hen de plaats waar een van twee regenboogslangen - die de 'Sturt Creek' en de 'Wolfe Creek' hebben gevormd - uit de grond kwam. De Wolfe Creek werd in 1889 naar Robert Wolfe, een goudzoeker en winkeleigenaar uit Halls Creek, vernoemd.
In 1969 werd de omgeving tot natuurreservaat klasse C en in 1976 tot natuurreservaat klasse A uitgeroepen.

## Fauna en flora
De Inka-kaketoe leeft in de bomen in de krater. Er groeien verscheidene soorten Grevillea. Men treft er honingeters en eucalyptushaantjes aan, en hagedissen tussen de rotsen. Het landschap rondom de krater wordt gedomineerd door wat spinifex wordt genoemd maar daar in feite vooral Triodia is.

## Transport
Nationaal park Wolfe Creek ligt op de grens van de Grote Zandwoestijn en de Tanamiwoestijn, 2.781 kilometer ten noordoosten van de West-Australische hoofdstad Perth, 804 kilometer ten oosten van Broome en 152 kilometer ten zuiden van het aan de Great Northern Highway gelegen Halls Creek. Het is vanuit Halls Creek bereikbaar via 'Tanami Road' en een toegangsweg. Het nationaal park mag enkel te voet betreden worden.

## Media
In 2005 verscheen de deels in het park opgenomen horrorfilm Wolf Creek.
Alexander Morrison · 
Avon Valley · 
Badgingarra · 
Bandiln͟gan (Windjana Gorge) · 
Beelu · 
Boorabbin · 
Brockman · 
Cape Arid · 
Cape Le Grand · 
Cape Range · 
Cliff Spackman · 
Collier Range · 
Dan͟ggu · 
D'Entrecasteaux · 
Dimalurru (Tunnel Creek) · 
Drovers Cave · 
Drysdale River · 
Eucla · 
Fitzgerald River · 
Francois Peron · 
Frank Hann · 
Gloucester · 
Goldfields Woodlands · 
Goongarrie · 
Gooseberry Hill · 
Greater Beedelup · 
Greenmount · 
Hassell · 
Hidden Valley · 
John Forrest · 
Kalamunda · 
Kalbarri · 
Karijini · 
Karlamilyi · 
Kennedy Range · 
Lawley River · 
Leeuwin-Naturaliste · 
Lesmurdie Falls · 
Lesueur · 
Millstream-Chichester · 
Mitchell River · 
Moore River · 
Mount Augustus · 
Mount Frankland · 
Mount Roe-Mount Lindesay · 
Nambung · 
Neerabup · 
Peak Charles · 
Porongurup · 
Purnululu · 
Scott · 
Serpentine · 
Shannon · 
Sir James Mitchell · 
Stirling Range · 
Stokes · 
Tathra · 
Torndirrup · 
Tuart Forest · 
Unnamed (Nr. 17519) · 
Unnamed (Nr. 46400) · 
Walpole-Nornalup · 
Walyunga · 
Warren · 
Watheroo · 
Waychinicup · 
Wellington · 
West Cape Howe · 
William Bay · 
Wolfe Creek Meteorite Crater · 
Yalgorup · 
Yanchep
Overzicht Nationale parken in:
 Australië · New South Wales · Noordelijk Territorium · Queensland · Zuid-Australië · Tasmanië · Victoria · West-Australië